# The Del-Vikings
The Del-Vikings, noti anche come The Dell-Vikings, erano un gruppo musicale doo-wop americano che registrò diversi singoli di successo negli anni '50 e continuò a registrare e fare tournée con varie formazioni nei decenni successivi. Il gruppo è noto per le canzoni di successo Come Go with Me e Whispering Bells, e per essere stato un gruppo musicale interrazziale di successo in un'epoca in cui tali gruppi erano rari.

## Discografia

### Singoli
| Year | Titles (A-side, B-side) Both sides from same album except where indicated                                                               | Chart positions | Chart positions |
| Year | Titles (A-side, B-side) Both sides from same album except where indicated                                                               | US              | US R&B          |
| ---- | --- | --------------- | --------------- |
| 1957 | "Come Go with Me" b/w "How Can I Find True Love" Original local release on Pittsburgh-based Fee Bee label First national release on Dot | 5               | 2               |
| 1957 | "What Made Maggie Run" b/w "When I Come Home" or alt. "Uh Uh Baby" on B-side Original local release on Pittsburgh-based Fee Bee label   |                 |                 |
| 1957 | "What Made Maggie Run" b/w "Little Billy Boy" National release on Dot with different B-side                                             |                 |                 |
| 1957 | "Whispering Bells" b/w "Don't Be a Fool" Released on Fee Bee and Dot around the same time                                               | 9               | 5               |
| 1957 | "I'm Spinning" b/w "You Say You Love Me" Released on Fee Bee (and on Dot b/w "When I Come Home")                                        |                 |                 |
| 1957 | "Cool Shake" b/w "Jitterbug Mary" Released on Mercury                                                                                   | 12              | 9               |
| 1957 | "Come Along with Me" b/w "Whatcha Gotta Lose"                                                                                           |                 |                 |
| 1957 | "Snowbound" b/w "Your Book okuf Life"                                                                                                   |                 |                 |
| 1957 | "Willette" b/w "Woke Up This Morning" Released on Fee Bee and Dot                                                                       |                 |                 |
| 1958 | "Can't Wait" b/w "The Voodoo Man" (from The Swinging, Singing Del Vikings)                                                              |                 |                 |
| 1958 | "You Cheated" b/w "Pretty Little Things Called Girls"                                                                                   |                 |                 |
| 1958 | "Flat Tire" b/w "How Could You" |                 |                 |
| 1960 | "Pistol Packin' Mama" b/w "The Sun" |                 |                 |
| 1961 | "Bring Back Your Heart" b/w "I'll Never Stop Crying"                                                                                    |                 |                 |
| 1961 | "I Hear Bells (Wedding Bells)" b/w "Don't Get Slick on Me"                                                                              |                 |                 |
| 1961 | "Face the Music" b/w "Kiss Me" |                 |                 |
| 1962 | "The Big Silence" b/w "One More River to Cross"                                                                                         |                 |                 |
| 1962 | "Confession of Love" b/w "Kilimanjaro"                                                                                                  |                 |                 |
| 1962 | "An Angel Up in Heaven" b/w "The Fishing Chant (Re Manu Pakurua)"                                                                       |                 |                 |
| 1963 | "Too Many Miles" b/w "Sorcerer's Apprentice"                                                                                            |                 |                 |
| 1964 | "I've Go to Know" b/w "We Three" |                 |                 |
| 1966 | "Down in Bermuda" b/w "Maggie" (= What Made Maggie Run)                                                                                 |                 |                 |
| 1972 | "Come Go with Me" (New version) b/w "When You're Asleep"                                                                                | 112             |                 |
| 1972 | "Cold Feet" b/w "I Want to Marry You" Both sides with Chuck Jackson                                                                     |                 |                 |
| 1973 | "Watching the Moon" b/w "You Say You Love Me" Both sides led by Kripp Johnson                                                           |                 |                 |
| 1973 | "I'm Spinning" b/w "Girl Girl" A-side led by Kripp Johnson, B-side by Chuck Jackson                                                     |                 |                 |